# Теорема Дезарга
Теорема Дезарга является одной из основных теорем проективной геометрии.

## Формулировки
Если два треугольника расположены на плоскости таким образом, что
прямые, соединяющие соответственные вершины треугольников, проходят через одну точку, то три точки, в которых пересекаются продолжения трёх пар соответственных сторон треугольников, лежат на одной прямой.
Обратное тоже верно:
Если два треугольника расположены на плоскости таким образом, что три точки, в которых пересекаются продолжения трёх пар соответственных сторон треугольников, лежат на одной прямой, то прямые, соединяющие соответственные вершины треугольников, проходят через одну точку.

### Замечания
- Эти две теоремы являются двойственными по отношению друг к другу, и иногда объединяются в единую теорему, которая формулируется так: «Два треугольника имеют центр перспективы[1] тогда и только тогда, когда они имеют ось перспективы[2]».
- Теорема Дезарга выполняется не во всех проективных плоскостях. Плоскости, в которых теорема выполняется, называются дезарговыми. Например, вещественная проективная плоскость дезаргова, а плоскость Молтона — недезаргова.

## О доказательствах
- Одно из самых распространённых доказательств основывается на переходе в трёхмерное пространство — достаточно представить оба треугольника двумя сечениями трёхгранной пирамиды. Вся картина при этом рассматривается как проекция на плоскость пространственной структуры.
- Другое доказательство состоит в применении проективного преобразования, которое переводит две из пересечений продолжений сторон на идеальную прямую. После этого остаётся доказать параллельность третьей пары сторон. Последнее легко видеть из подобия треугольников.
- Ещё одно доказательство состоит в трёхкратном использовании теоремы Менелая.

## Вариации и обобщения
Понселе основал на теореме Дезарга свою изящную теорию гомологических фигур. Он называл два треугольника, о которых идет речь в теореме Дезарга, гомологическими, точку пересечения прямых, соединяющих попарно их вершины — центром гомологии, а прямую, на которой попарно пересекаются их стороны, — осью гомологии.
Понселе дал следующую теорему для геометрии в пространстве, как соответствующую теореме Дезарга на плоскости:
| Если два тетраэдра имеют вершины, лежащие попарно на четырёх прямых, сходящихся в одной точке, то плоскости противоположных граней пересекаются по четырём прямым, находящимся в одной плоскости. |

Эта теорема может быть обобщена ещё далее следующим образом:
| Когда вершины двух тетраэдров помещены попарно на четырёх прямых, принадлежащих к одной группе образующих гиперболоида с одною полостью, то грани их пересекаются по четырём прямым, которые принадлежат к образующим другого гиперболоида. |

### Конфигурация Дезарга
Точки и прямые в теореме Дезарга образуют так называемую конфигурацию Дезарга.
Здесь через каждую из 10 точек проходят 3 прямые и на каждой из 10 прямых лежат 3 точки. При этом любая из 10 точек может быть принята за «вершину трёхгранной пирамиды» («дезаргову точку») в приведённом выше доказательстве. Любая прямая может быть взята как «дезаргова прямая». Фиксирование дезарговой точки или дезарговой прямой полностью определяет всю конфигурацию.

Конфигурации Дезарга как пары взаимно вписанных пятиугольников: каждая вершина пятиугольника лежит на линии, проходящей через одну из сторон другого пятиугольника

Конфигурация не является конфигурацией Дезарга

## Теорема Дезарга и аксиоматика проективной геометрии
При построении проективной геометрии плоскости без выхода в трёхмерное пространство, теорема Дезарга не выводится из основных аксиом проективной плоскости. Это означает, что возможно построить проективную плоскость, где теорема Дезарга неверна.
Например, плоскость Кэли — проективная плоскость над алгеброй Кэли {\displaystyle \mathbb {O} } не является дезарговой (см. также недезаргова геометрия).
При построении дезарговой проективной плоскости утверждение теоремы Дезарга добавляют к системе аксиом проективной плоскости в качестве ещё одной аксиомы.

## История
Теорема Дезарга была открыта французским геометром Дезаргом: она, вместе с двумя другими, из которых одна есть её обратная, была помещена в конце сочинения Traité de perspective, составленного Боссом согласно началам и методу Дезарга и появившегося в 1636 году. В этом сочинении было отмечено, что это утверждение очевидно, когда треугольники находятся в двух разных плоскостях; рассмотрение же случая, когда они лежат в одной плоскости, доставляет один из первых примеров употребления теоремы Менелая у новых геометров. Известность теорема Дезарга получила в начале XIX века благодаря её употреблению в работах Брианшона и Понселе.